# San Bartolo Guarda la Lagunita
San Bartolo Guarda la Lagunita  är en ort i kommunen San José del Rincón i delstaten Mexiko i Mexiko. Samhället hade 140 invånare vid folkräkningen 2020.